# Rue Édouard-Lefèbvre
La rue Édouard-Lefebvre est une voie du quartier des Chantiers de Versailles, en France.

## Situation et accès
La rue Édouard-Lefebvre est une voie publique située dans le quartier des Chantiers de Versailles. Elle débute au 16, rue des États-Généraux et se termine au 47, avenue de Sceaux, au niveau de la place des Francine.
Elle occupe à peu près l’endroit où se trouvait, sous Louis XIV, l’allée s’étendant de l’avenue de Saint-Cloud à l’avenue de Sceaux, limites de la ville à l’est.

## Origine du nom
Elle porte le nom d'Édouard Lefebvre (d), maire de Versailles de 1888 à 1904.

## Historique

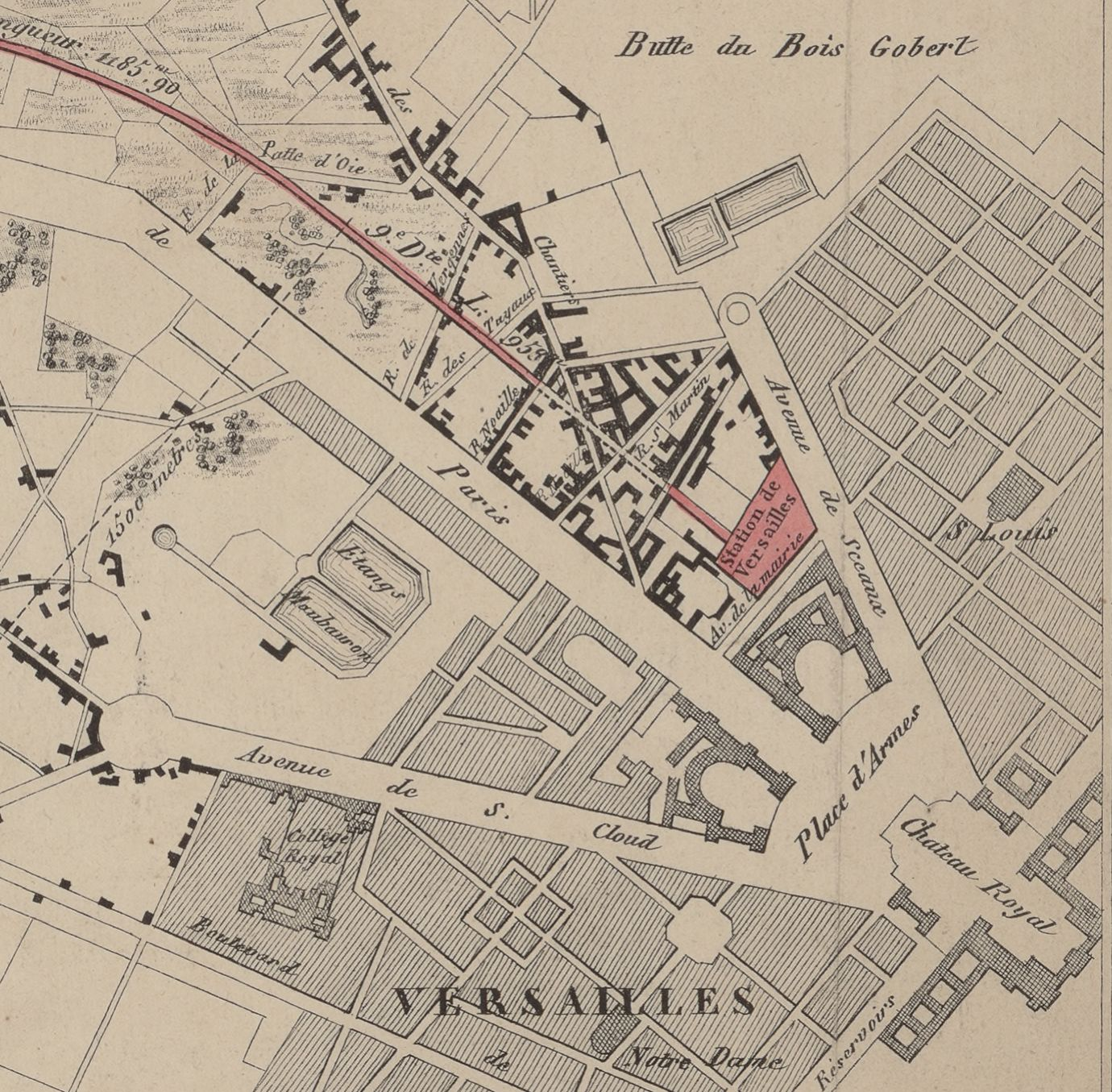
Plan de situation de la gare de Versailles-Rive-Gauche (1838). On y voit l'actuelle rue Édouard-Lefebvre désignée comme R. S. Martin.

La rue Édouard-Lefebvre est nommée rue d'Artois sur le Nouveau Plan de Versailles dressé par M. Contant de la Motte en 1783. Elle semble en avoir été créée à l'occasion de la construction, entre 1773 et 1776, des écuries du comte d'Artois, au profit du comte d'Artois, frère du roi Louis XVI et futur Charles X de France. 
De 1793 à 1804, elle a pris le nom de rue Guillaume-Tell (à travers Guillaume Tell, symbole de la liberté contre l’oppression aristocratique, les jacobins par exemple glorifient le tyrannicide).
Elle reprit ensuite le nom de rue d'Artois jusqu'en 1813, où elle fut rassemblée avec ses deux voisines pour constituer la rue Saint-Martin, qui reliait l'avenue de Paris à la grille Saint-Martin par les actuelles rue de l'Assemblée-Nationale, rue Édouard-Lefebvre et rue Édouard-Charton.
Elle prit son nom actuel de rue Édouard-Lefebvre en 1919.

## Bâtiments remarquables et lieux de mémoire
Entre le n°2 et le n°2 ter de la rue débouche le tunnel Saint-Martin de la ligne C du RER.
Au n°9 ter se trouve la caserne d'Artois, établissement militaire toujours en activité, installé à la Révolution dans les anciennes écuries du comte d'Artois, construites entre 1773 et 1776.